# Victrola

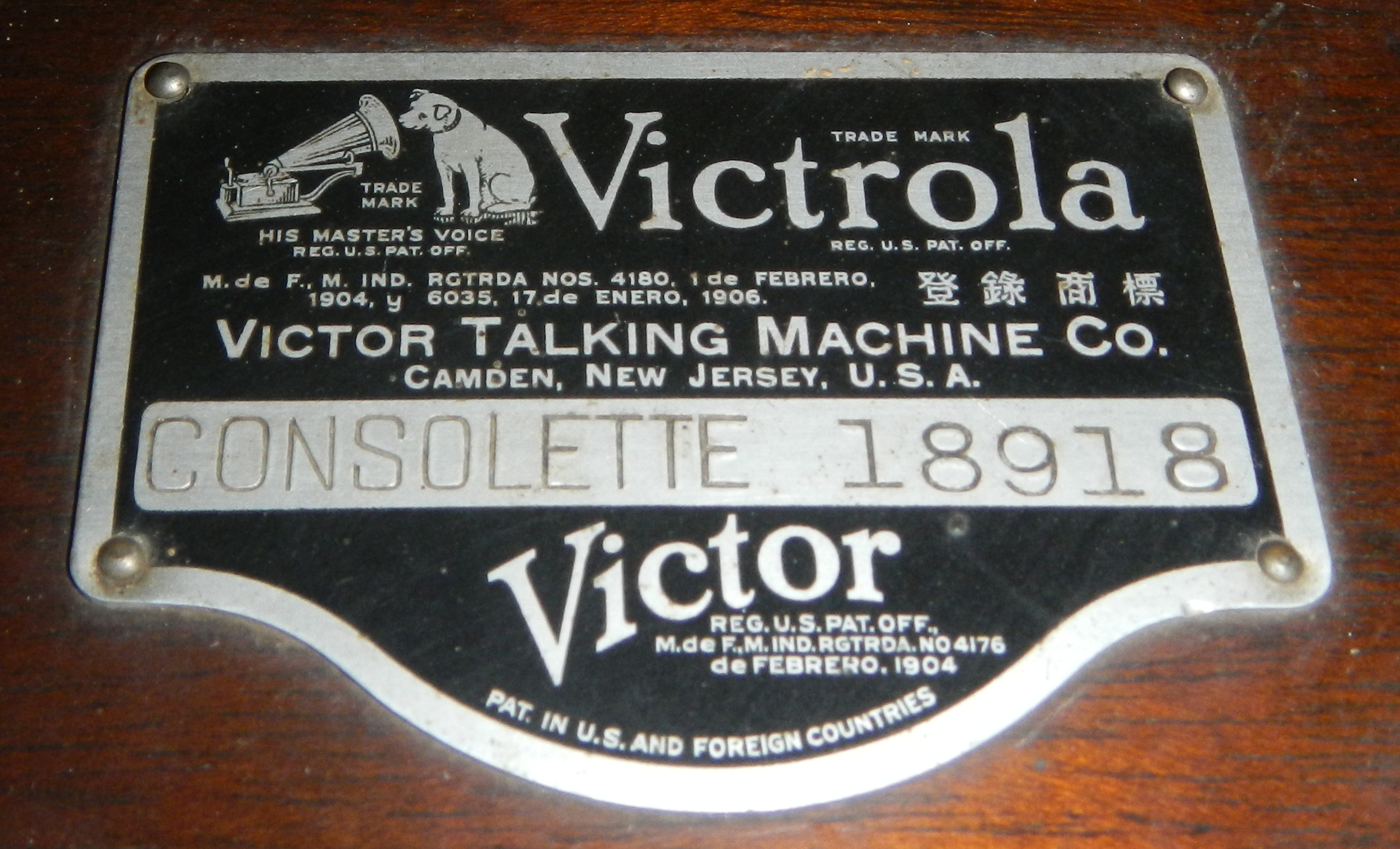
Typenschild eines „Victrola“-Grammophons von 1925. Auf dem Schild ist das bekannte Markenzeichen mit dem vor einem Schalltrichter sitzenden Hund.

Victrola, ein Markenname, registriert am 1. Dezember 1905 durch Eldridge R. Johnson im Namen der Victor Talking Machine Company für eine Vielzahl von Grammophonen, in den unterschiedlichsten Varianten, die im Laufe der Zeit zu den bekanntesten und beliebtesten Geräten in den Vereinigten Staaten avancierten.

## Historie
Der Name Victrola, am 1. Dezember 1905 mit der Registrationsnummer 50081/2 seitens der Victor Talking Maschine Company eingetragen, stand ursprünglich für einen Typus von Grammophonen, deren mechanischen Teile, einschließlich des Schalltrichters, erstmals in einem alles umfassenden Gehäuse ihre gemeinschaftliche Integration fanden. Hinzu kamen diverse Staumöglichkeiten für die zum damaligen Zeitpunkt verwendeten Schellackplatten. An der Vorderseite der Geräte befand sich eine Türe, durch die mittels Öffnen und Schließen gezielt die Lautstärke beeinflusst werden konnte. Die Patentrechte für jene Neuerungen langen bei Eldridge R. Johnson, der diese am 8. Dezember 1904 anmeldete und schließlich am 11. Juni 1907 unter der Nummer U.S. 856.704 zuerkannt bekam.
Die Markteinführung der Sprechmaschinen erfolgte, nach Ankündigung, am 7. August 1906 unter der Bezeichnung „Victor Victrola“, ebenso bekannt als „Victrola the Sixteenth“ oder „Model VV-XVI“, der ein Jahr später, 1907, zu Victrola vereinfacht wurde. Die steigende Nachfrage führte letztendlich dazu, dass im Jahre 1910 in Summe 40.000 Standmodelle verkauft werden konnten. In Ergänzung zu diesen waren ab 1911 diverse Tischmodelle verfügbar, deren Verkaufszahl ein Jahr nach Einführung in den phonographischen Markt bei 50.000 Geräte lag. Beide Bautypen wurden wahlweise mit Feder- oder Elektroantrieb ausgeliefert.
Im Jahr 1920 erreichte der gemeinschaftliche Verkauf beider Gerätetypen sein Maximum mit 333.889 Sprechmaschinen, wovon alleine 212.363 Tischmodelle ihren Weg zum Kunden fanden. Die sich abzeichnende Konkurrenz, durch das gerade neu erfundene und sich langsam etablierende Radio, bewirkte zwei Jahre später, 1922, starke Umsatzeinbußen, die wiederum zwei Jahre darauf, 1924, zur vorläufigen Stilllegung der Produktion von „Victrolas“ führte, allerdings nur für ein Jahr, sodass 1925 die Fertigung mit neu konstruierten Geräten, unter der Bezeichnung „Victor Orthophonic Victrola“ wieder aufgenommen werden konnte. Eine weitere Neuerung, die Einführung der elektrischen Aufnahmetechnik im selben Jahr, veranlasste Victor erneut eine Modellanpassung vorzunehmen, da der Klang der alten Geräte wenig den neuen Möglichkeiten Rechnung trug. In diesem Zusammenhang kündigte das Unternehmen in der Mitte des Jahres 1925 an, ein neues Grammophon, die „Victor Orthophonic Credenza“, als „Problemlösung“ anbieten zu wollen, in Kombination mit den Abverkauf der Vorgängermodelle zum halben Preis. Am  2. November 1925, „dem Victor Day“, wurden erstmals parallel in den gesamten Vereinigten Staaten jene neuen Sprechmaschinen vorgestellt, infolgedessen Victor einen stark gestiegenen Umsatz für jenes Marktsegment verzeichnen konnte. So wurden im Jahr der Einführung 42.446 Geräte abgesetzt, mit einer kontinuierlichen Steigerung auf 260.436 Geräte im Jahr 1927.